# Titularbistum Bulla
Bulla  ist ein Titularbistum der römisch-katholischen Kirche. 
Es geht zurück auf ein spätantikes Bistum der antiken Stadt Bulla Mensa südlich von Karthago in der Sahelregion des heutigen Tunesien.
| Titularbischöfe von Bulla |                                               |                                                                        |                  |                   |
| Nr.                       | Name                                          | Amt                                                                    | von              | bis               |
| 1                         | Merlin Joseph Guilfoyle                       | Weihbischof in San Francisco (USA)                                     | 24. August 1950  | 12. November 1969 |
| 2                         | Federico Bonifacio Madersbacher Gasteiger OFM | Apostolischer Koadjutorvikar, Apostolischer Vikar Chiquitos (Bolivien) | 9. April 1970    | 3. November 1994  |
| 3                         | William Edward Lori                           | Weihbischof in Washington (USA)                                        | 28. Februar 1995 | 23. Januar 2001   |
| 4                         | Percival Joseph Fernandez                     | Weihbischof in Bombay (Argentinien)                                    | 13. März 2001    |                   |